# Politicesstudenternas Riksorganisation
Politicesstudenternas Riksorganisation (PolRiks) är sedan 2014 en paraplyorganisation  för flertal föreningar som arbetar med studierelaterade ämnen riktad mot individer som studerar politicesprogrammet i Sverige. PolRiks är en religiöst och politiskt obunden organisation och deras främsta uppgift är att främja politicesstuderandes intressen och samverka inom utbildnings-, och arbetsmarknadsrelaterade frågor. Genom att stötta upp medlemsorganisationerna hjälper organisationen att förbättra politicesstudenternas förutsättningar och konkurrenskraft på arbetsmarknaden. År 2022 har organisationen 1 600 medlemmar fördelade över de sju medlemsföreningarna, och verkar både på nationell och lokal nivå. Föreningens säte är i Uppsala men verksamheten, årsmöten och styrelsemöten hålls också på andra orter eller digitalt.

## Medlemmar
2022 har paraplyorganisationen sju medlemsföreningar som alla arbetar för att främja politicesstuderandes intressen.
- Föreningen Linköpings Nationalekonomer och Statsvetare (FLiNS)
- Lunds universitets Politiska och Ekonomiska Förening (LUPEF)
- Nordpol vid Umeå universitet
- Politeia, sektionsförening vid Göteborgs universitet
- Demos, sektionsförening vid Göteborgs universitet
- Uppsala Politicesstuderande vid Uppsala universitet
- SVIK vid Karlstads universitet

## Verksamhet
Politicesstudenternas riksorganisation består av en styrelse och fyra stycken utskott. Varje utskott består av medlemsrepresentanter och minst en person från presidiet.
Organisationen anordnar sociala evenemang och projekt. För att förbättra förbundets gemenskap anordnas kick-offer, föreläsningar och flertal nationella tävlingar, t.ex. Samhällsvetar-SM.  
Organisationen arbetar även med kontakter med näringslivet, stärka bandet med samarbetspartners och sponsorer. Även att ansöka om stipendier i organisationens namn och arrangera styrelseutbildningar.

## Samhällsvetar-SM
Samhällsvetar-SM är ett case-mästerskap som anordnas av Akademikerförbundet SSR i samarbete med PolRiks. Endast personer som studerar samhällsvetenskapliga ämnen som kan medverka i tävlingen. Tävlingen sker i lag om två personer, och de tre bästa lagen får diplom signerade av den renommerade juryn och vinnarna får ett presentkort på mat med ett värde av 5000 kr. Varje år har Samhällsvetar-SM ett nytt tema, exempel på tidigare teman är hållbar utveckling och jämställdhetsutmaningar inom försvaret. Varje år utses även en ny case-organisation och jurymedlemmar. Tidigare har jurymedlemmarna hämtats från bland annat Försvarsmakten, Tillväxtverket, Sveriges kommuner och Oxford Research.

## Ordförandelängd
- 2014: August Danielson (UPS) respektive David Blomgren (Okänt)
- 2015: Klara Nilsson Berge (LUPEF)
- 2016: Emma Wikberger (LUPEF)
- 2017: Robin Güler Akkus (UPS)
- 2018: Johan Eriksson (SVIK)
- 2019: Karolina Kraft (UPS)
- 2020: Johanna Friman (LUPEF)
- 2021: Emma Bäckström (LUPEF)
- 2022: Karolina Boyoli (LUPEF)[6]
- 2023: Alexander Lindqvist (SVIK)
- 2024: Alexander Lindqvist (SVIK)